# Балдаєв Христофор Фокійович
Христофор Фокійович Балдаєв (рос. Христофор Фокеевич Балдаев; 8 березня 1927 — 10 жовтня 2023) ― вчений-біолог, фахівець галузі бджільництва, орнітології і фенології, педагог, автор численних наукових праць.

## Біографія
Закінчив Усолінську середню школу, працював бджолярем колгоспу ім. В. І. Чапаєва Єласовського району Марійської АРСР .
У 1951 році закінчив школу бджільництва при НДІ бджільництва.
1952 року за досягнення в бджільництві нагороджений нагрудним знаком «Відмінник соціалістичного сільського господарства СРСР».
У 1954 році вступив на факультет природознавства МДПІ ім. Н. К. Крупської.
Від 1958 року керував експедиціями на озері Безукладовське й р. Великий Кундиш із дослідження весняного прольоту птахів, фенології птахів, закладки маршрутів і площ для вивчення видового складу й чисельності птахів.
З 1961 року працював асистентом кафедри зоології МДПІ.
1968 року закінчив аспірантуру Казанського ветеринарного інституту за спеціальністю «зоологія».
У період від вересня 1991 до червня 2005 рр. ― доцент кафедри зоології МарДУ .

## Нагороди
- Медаль «Ветеран праці»
- Нагрудний знак «За відмінні успіхи в роботі» у галузі вищої освіти
- Нагрудний знак «Почесний працівник вищої професійної освіти Російської Федерації»
- Почесне звання «Заслужений працівник освіти Республіки Марій Ел» (2005)
- Медаль «За доблесну працю у Великій Вітчизняній війні 1941―1945 рр. »
- Ювілейні медалі до 1950; 1960; 1965; 1970-ї  перемоги у Великій Вітчизняній війні 1941―1945 рр.

## Публікації
- Балдаев Х. Ф. и др. Красная книга Республики Марий Эл: редкие и исчезающие виды животных. — Йошкар-Ола. : Изд-во Мар. полиграфкомбината, 2002. — 161 с. — ISBN 5-87898-196-3
- Балдаев Х. Ф. Марийско-русский словарь биологических терминов. — Йошкар-Ола. : Марийский государственный университет, 2012. — 281 с. — ISBN 978-5-94808-688-0
- Балдаев Х. Ф. и др. Красная книга Республики Марий: животные. — Йошкар-Ола. : Марийский государственный университет, 2016. — 255 с. — ISBN 978-5-963100460-6
- Балдаев Х. Ф. Из дневников старого натуралиста. Научно-популярные очерки о природе Марийского края. — Йошкар-Ола. : Марийское книжное издательство, 2018. — 200 с.